# ماريو كونراد
ماريو كونراد (بالألمانية: Mario Konrad)‏ (22 يناير 1983 بفيينا في النمسا - ) هو لاعب كرة قدم نمساوي في مركز الهجوم. شارك مع منتخب النمسا تحت 21 سنة لكرة القدم. أما مع النوادي، فقد لعب مع رابيد فيينا ولاسك لينتس ونادي أونترهاخينغ ونادي رايندورف آلتاخ ونادي ليفيرينج وSV Horn ‏ وKapfenberger SV ‏ وSchwarz-Weiß Bregenz ‏.

## وصلات خارجية
- ماريو كونراد على موقع قاعدة بيانات كرة القدم.إي يو (الإنجليزية)
- ماريو كونراد على موقع Soccerway.com (الإنجليزية)
- ماريو كونراد على موقع عالم كرة القدم.نت (الإنجليزية)